# نبرد هوداسپس
نبرد هوداسپس نبردی بود که بین اسکندر کبیر و شاه پور در سال ۳۲۶ ق م و در سواحل رود هوداسپس (جهلم) واقع در پنجاب درگرفت. نتیجهٔ نبرد پیروزی قاطع مقدونیان و ضمیمه شدن پنجاب به امپراتوری اسکندر بود. پنجاب در فراسوی مرزهای امپراتوری هخامنشیان قرار داشت.
تاکتیک‌های اسکندر برای عبور از رود پرآب مونسون به منظور دست یافتن به جناح سپاه دشمن با وجود دیدبانی و مراقبت دقیق هندی‌ها، یکی از «شاهکارهای جنگی» او به حساب می‌آید. اگرچه مقدونیان در نهایت به پیروزی رسیدند اما این نبرد پرهزینه‌ترین نبرد برای آنان بود. مقاومت شاه پور و مردانش تحسین اسکندر را چنان برانگیخت که از او خواست تا ساتراپ یکی از ولایت‌ها شود.
اهمیت تاریخی نبرد هوداسپس بدین سبب است که راه را برای نفوذ سیاسی (سلوکیان، دولت یونانی بلخ، و دولت هندی-یونانیان) و فرهنگی (هنر یونانی و بودایی) یونان در شبه‌قارهٔ هند گشود؛ نفوذی که سده‌ها تداوم یافت.